# Negrospiritual

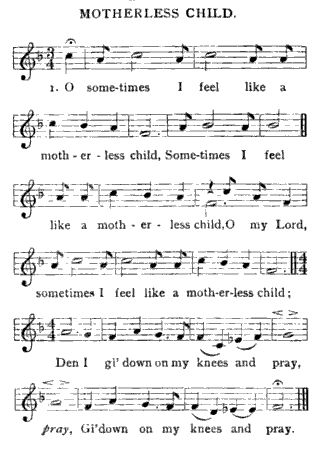
Sometimes I Feel Like a Motherless Child

Negrospirituals zijn traditionele religieuze volksliederen van de Noord-Amerikaanse zwarte slaven, waarin westerse en Afrikaanse elementen versmelten. De teksten zijn christelijk geïnspireerd, vaak met verwijzingen naar het Oude Testament. De melodieën zijn eenvoudig en verlopen in een swingend ritme. Oorspronkelijk werden deze liederen a capella (zonder instrumenten) uitgevoerd met onderscheid tussen een solist en een (meerstemmige) groep, waarbij een call and response-patroon gehanteerd werd. De uitvoering laat heel wat spontane muzikaliteit en betrokkenheid van de gemeenschap toe in de vorm van kreten, gejuich en handgeklap. Door het zingen van negrospirituals vonden de zwarte slaven troost voor de situatie waarin zij leefden. De stijl van de negrospirituals werd later overgenomen in de gospelmuziek.

## Bekende negrospirituals
Bekende negrospirituals zijn Nobody Knows the Trouble I've Seen, Swing Low, Sweet Chariot, Go Down Moses, en Sometimes I Feel Like a Motherless Child.